# Seebrücke Luzern
Die Seebrücke am Übergang vom Seebecken zur Reuss in der Schweizer Stadt Luzern verbindet den Bahnhof mit der Altstadt.

## Konstruktion
Die zweistegige Spannbeton-Plattenbalkenbrücke wurde 1994–1996 gebaut. Im Zuge der Belagssanierung wurden 2014 auch die beiden Fahrbahnübergänge ersetzt.

## Geschichte
Die erste Seebrücke wurde 1869/70 gebaut. Die Luzerner Seebrücke wurde 1934–1936 mit einem neuen Eisenbetonüberbau auf eine Breite von 26,7 Metern vergrössert, zu jener Zeit war sie die breiteste Brücke der Schweiz.

## Nutzung
Die Strassenbrücke hat je zwei Fahrspuren pro Fahrtrichtung für den motorisierten Individualverkehr und Velostreifen. Letztere sind am Fahrbahnrand und zwischen den Fahrspuren angeordnet. Die signalisierte Höchstgeschwindigkeit ist 50 km/h. Die Brücke wird von vier Trolleybus- sowie vier Autobuslinien gequert.
Die Seebrücke ist eine der meistbefahrenen Strassen der Schweiz, d. h. täglich fahren rund 35'000 Fahrzeuge über die Brücke. Zusätzlich überqueren durchschnittlich 30'700 Fussgänger pro Tag den Übergang (Stand 2017).
Die Wanderland Routen 3 Alpenpanorama-Weg, 98 Waldstätterweg und 560 Luzerner Seeuferweg sowie die Veloland Route 38 Luzerner Hinterland–Rigi führen über die Brücke.